# Pyhämaa offerkyrka
Pyhämaa offerkyrka är en långhuskyrka byggd av trä i Pyhämaa. Kyrkan byggdes 1647–1652. Träkyrkan är en av de bäst bevarade 1600-talskyrkorna i Finland.  Kyrkan har invändigt ett svagt format tunnvalv.
Vägg- och takmålningarna en viktig del av den finländska konsthistorien från 1600-talet. De rikliga limmålningarna på kyrksalens tak och väggar är troligen gjorda under ledning av målarmästaren Christian Wilbrandt 1667.  De barockinspirerade och gobelängliknande målningarna finns på stockväggarna, tunnvalv och på korskranket. På väggarna skildras bibliska händelser, medan valven föreställer knubbiga änglar omgivna av blomgirlander. Däremellan finns blomrankor och fruktgrupper. 
Pyhämaa offerkyrka ligger vid den gamla segelleden. Det jämnbreda rätvinkliga kyrkorummet avslutas av en kordel i öster. Koret är avfasat med tre väggar.    Koret avskiljs från resten av kyrkan av ett korskrank byggt av stockar från golvet och taket. Däremellan finns en sektion bestående av smala balustrar. Predikstolen är från 1640-talet och bänkarna från 1700-talet, men deras färgsättning är från senare tid.
I den västra änden av vattentaket finns en liten takryttare. Kyrkans sakristia, vapenhuse och klockstapel revs på 1890-talet. Kyrkan restaurerades på 1930-talet och då återfördes bänkarna och predikstolen från den nya kyrkan. Vid reparationerna på 1960-talet stöttades väggarna och ett spåntak anlades ovanpå det gamla pärttaket.